# 愛媛証券
愛媛証券株式会社（えひめしょうけん）は、愛媛県松山市一番町に本社を置く証券会社。

## 概要
1949年に愛媛県八幡浜市で創業し、1988年に松山市に進出。2006年には本店を松山市に移転し、松山市と八幡浜市にの2店舗を置く地場証券会社であった。
2024年9月27日で営業を終了し、9月30日に岡三証券に営業譲渡した。社員の不足と高齢化が主な要因で、生え抜きの従業員は60歳前後が中心となっていた。保有する数千件の証券総合口座は岡三証券に継承された。松山本店は岡三証券松山支店に、八幡浜支店は岡三証券松山支店が八幡浜サテライトプレイスとして引き継いだ。

## 沿革
- 1949年（昭和24年） - 設立登記　証券業登録（951号）。
- 1949年（昭和24年）2月10日 - 設立。
- 1968年（昭和43年） - 免許制施行に伴い証券業の免許を取得。
- 2006年（平成18年） - 本店を松山市に移転。
- 2020年（令和2年） - 大洲支店を八幡浜支店に統合。
- 2024年（令和6年）
  - 5月 - 岡三証券へ第一種金融商品取引業に関わる事業を譲渡する旨の事業譲渡契約を締結[4]。
  - 9月 - 岡三証券に事業譲渡[4]。

## 店舗
- 本店： 愛媛県松山市4-1-11 共栄興産一番町ビル2階
- 八幡浜支店： 愛媛県八幡浜市字須崎5-2